# NGC 4179
NGC 4179 é uma galáxia lenticular (S0) localizada na direcção da constelação de Virgo. Possui uma declinação de +01° 17' 59" e uma ascensão recta de 12 horas, 12 minutos e 52,1 segundos.
A galáxia NGC 4179 foi descoberta em 24 de Janeiro de 1784 por William Herschel.